# Stela Posavec
Stela Posavec (* 26. August 1996 in Čakovec, Kroatien) ist eine kroatische Handballspielerin, die dem Kader der kroatischen Nationalmannschaft angehört.

## Karriere

### Im Verein
Posavec begann das Handballspielen im Alter von neun Jahren. Sie spielte in ihrer Geburtsstadt bei ŽRK Zrinski Čakovec. Mit Zrinski Čakovec gewann die Rückraumspielerin in den Jahren 2012 und 2013 die kroatische Jugendmeisterschaft.
Posavec lief schon während ihrer Jugendzeit für die Damenmannschaft von ŽRK Zrinski Čakovec  in der zweithöchsten kroatischen Spielklasse auf. Im Jahr 2014 stieg Zrinski in die höchste kroatische Spielklasse auf. Posavec erzielte in den Erstligaspielzeiten 2014/15 und 2015/16 insgesamt 259 Treffer. Im Sommer 2016 wechselte sie zum Ligakonkurrenten ŽRK Lokomotiva Zagreb. Mit Lokomotiva gewann sie in der Saison 2016/17 den EHF Challenge Cup. Mit insgesamt 61 Treffern wurde sie Torschützenkönigin. 2018 gewann sie mit Lokomotiva den kroatischen Pokal. Posavec verlor mit Lokomotiva das Finale des EHF European Cups 2020/21 gegen die spanische Mannschaft Rincón Fertilidad Málaga. Eine Woche nach dem verlorenen Europapokalfinale gewann sie mit Lokomotiva den kroatischen Pokal. 2022 und 2023 gewann sie mit Lokomotiva die kroatische Meisterschaft.
Posavec stand ab der Saison 2023/24 beim polnischen Erstligisten MKS Lublin unter Vertrag. Im Sommer 2025 kehrte sie zum ŽRK Lokomotiva Zagreb zurück.

### In der Nationalmannschaft
Posavec lief für die kroatische Jugend- und Juniorinnennationalmannschaft auf. Mit diesen Auswahlmannschaften nahm sie an der U-17-Europameisterschaft 2013, an der U-19-Europameisterschaft 2015 und an der U-20-Weltmeisterschaft 2016 teil. Mittlerweile gehört sie dem Kader der kroatischen A-Nationalmannschaft an. Posavec nahm mit Kroatien an der Europameisterschaft 2018 teil, bei der die Mannschaft nach der Vorrunde ausschied. Im Turnierverlauf erzielte sie insgesamt zwei Treffer. Zwei Jahre später gewann sie bei der Europameisterschaft die Bronzemedaille. Posavec steuerte elf Treffer zum Erfolg bei. Mit Kroatien gewann sie die Silbermedaille bei den Mittelmeerspielen 2022. Wenige Monate später nahm Posavec erneut an der Europameisterschaft teil, bei der sie 13 Treffer erzielte. Bei der Weltmeisterschaft 2023, bei der Kroatien den 14. Platz belegte, warf sie drei Tore.

## Sonstiges
Ihre Zwillingsschwester Paula spielt ebenfalls Handball.